# 한강진역
한강진역(漢江鎭驛, Hangangjin station)은 서울특별시 용산구 한남동 북한남삼거리에 있는 서울 지하철 6호선의 전철역이다. 심야에 2편성이 주박한다.

## 역사
- 2000년 12월 15일 : 서울 지하철 6호선 응암 ~ 상월곡 구간 개통했으나 열차 무정차
- 2001년 3월 9일 : 개통과 함께 영업 개시

## 역명 유래
역명은 조선 시대에 인근 한강에 나루터가 있었던 곳에서 유래되었다. 실제로 한강진역에 정차하는 시내버스들 중 한남대교로 넘어가는 노선들을 이용하면 서울 지하철 3호선의 신사역, 서울 지하철 7호선의 논현역, 서울 지하철 9호선 신논현역, 서울 지하철 2호선과 신분당선의 환승역인 강남역 일대의 강남대로로 빠르게 접근할 수 있다.

## 주요 시설
한강진역에서 한남대교 방면의 남쪽 2번 출구 앞에는 인터파크에서 운영하는 공연장인 블루스퀘어가 있다. 북한남삼거리 북편에는 남산1호터널로 연결되는 고가도로가 설치되어 있다. 블루스퀘어와 마주보고 있는 2번 출구로 나가면 TS 엔터테인먼트로 갈 수 있다. 1번 출구 인근에는 삼성미술관 Leeum이 있다. 남산1호터널 고가도로 및 블루스퀘어 이외에는 특별히 연계되는 시설이 적은 편이다.

## 역 구조
2면 2선의 상대식 승강장이 있는 지하역이다. 심야에 2편성이 주박하며 스크린도어가 설치되어 있다. 출구는 3개다.
| 이태원 ↑   |
| \| 상      |
| ↓ 버티고개 |

| 상행 | ● 서울 지하철 6호선 | 삼각지 · 효창공원앞 · 합정 · 디지털미디어시티 · 응암 방면 |
| 하행 | ● 서울 지하철 6호선 | 동묘앞 · 고려대 · 석계 · 태릉입구 · 신내 방면             |

## 이용객 변동
2001년 자료는 개통일인 2001년 3월 9일부터 12월 31일까지 298일간의 집계를 반영한 것이다.
| 노선  | 노선   | 일평균 인원수 (명/일) | 일평균 인원수 (명/일) | 일평균 인원수 (명/일) | 일평균 인원수 (명/일) | 일평균 인원수 (명/일) | 일평균 인원수 (명/일) | 일평균 인원수 (명/일) | 일평균 인원수 (명/일) | 일평균 인원수 (명/일) | 일평균 인원수 (명/일) | 각주  |
| 노선  | 노선   | 2000년                | 2001년                | 2002년                | 2003년                | 2004년                | 2005년                | 2006년                | 2007년                | 2008년                | 2009년                | 각주  |
| ----- | ------ | --------------------- | --------------------- | --------------------- | --------------------- | --------------------- | --------------------- | --------------------- | --------------------- | --------------------- | --------------------- | ----- |
| 6호선 | 승차   | 미개통                | 1,984                 | 2,284                 | 2,536                 | 3,060                 | 3,020                 | 3,097                 | 3,296                 | 3,142                 | 3,363                 | [ 1 ] |
| 6호선 | 하차   | 미개통                | 2,129                 | 2,515                 | 2,821                 | 3,371                 | 3,491                 | 3,634                 | 3,883                 | 3,621                 | 3,927                 | [ 1 ] |
| 6호선 | 승하차 | 미개통                | 4,114                 | 4,800                 | 5,357                 | 6,431                 | 6,511                 | 6,732                 | 7,179                 | 6,763                 | 7,290                 | [ 1 ] |
| 노선  | 노선   | 2010년                | 2011년                | 2012년                | 2013년                | 2014년                | 2015년                | 2016년                | 2017년                |                       |                       | [ 1 ] |
| 6호선 | 승차   | 3,701                 | 4,421                 | 5,853                 | 6,355                 | 6,468                 | 6,267                 | 6,754                 | 7,347                 |                       |                       | [ 1 ] |
| 6호선 | 하차   | 4,432                 | 5,243                 | 6,864                 | 7,513                 | 7,611                 | 7,475                 | 8,134                 | 8,767                 |                       |                       | [ 1 ] |
| 6호선 | 승하차 | 8,133                 | 9,664                 | 12,717                | 13,868                | 14,079                | 13,742                | 14,888                | 16,114                |                       |                       | [ 1 ] |

## 역 주변
- 주한 파나마 대사관
- 주한 가나 대사관
- 주한 가봉 대사관
- 주한 시에라리온 대사관
- 주한 우크라이나 대사관
- 주한 벨기에 대사관
- 주한 라오스 대사관
- 주한 스위스 대사관
- 주한 태국 대사관
- 주한 벨라루스 대사관
- 주한 모로코 대사관
- 주한 파라과이 대사관
- 주한 미얀마 대사관
- 주한 이탈리아 대사관
- 주한 불가리아 대사관
- 삼성미술관 Leeum
- 블루스퀘어
- 한남2파출소
- 한남2치안센터
- 한남여자직업전문학교
- 한남초등학교
- 서울특별시중부기술교육원
- 한남2동행정복지센터
- 한남동행정복지센터
- TS 엔터테인먼트
- 서울교통공사 한강진별관
- 이태원 방면

## 인접한 역
| 서울 지하철 6호선    | 서울 지하철 6호선   | 서울 지하철 6호선      |
| -------------------- | ------------------- | ---------------------- |
| 630 이태원 응암 순환 | ● 서울 지하철 6호선 | 632 버티고개 신내 방면 |

## 사진

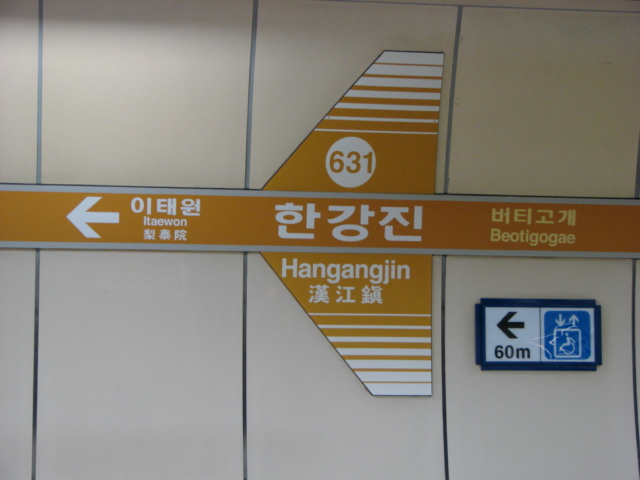
역명판
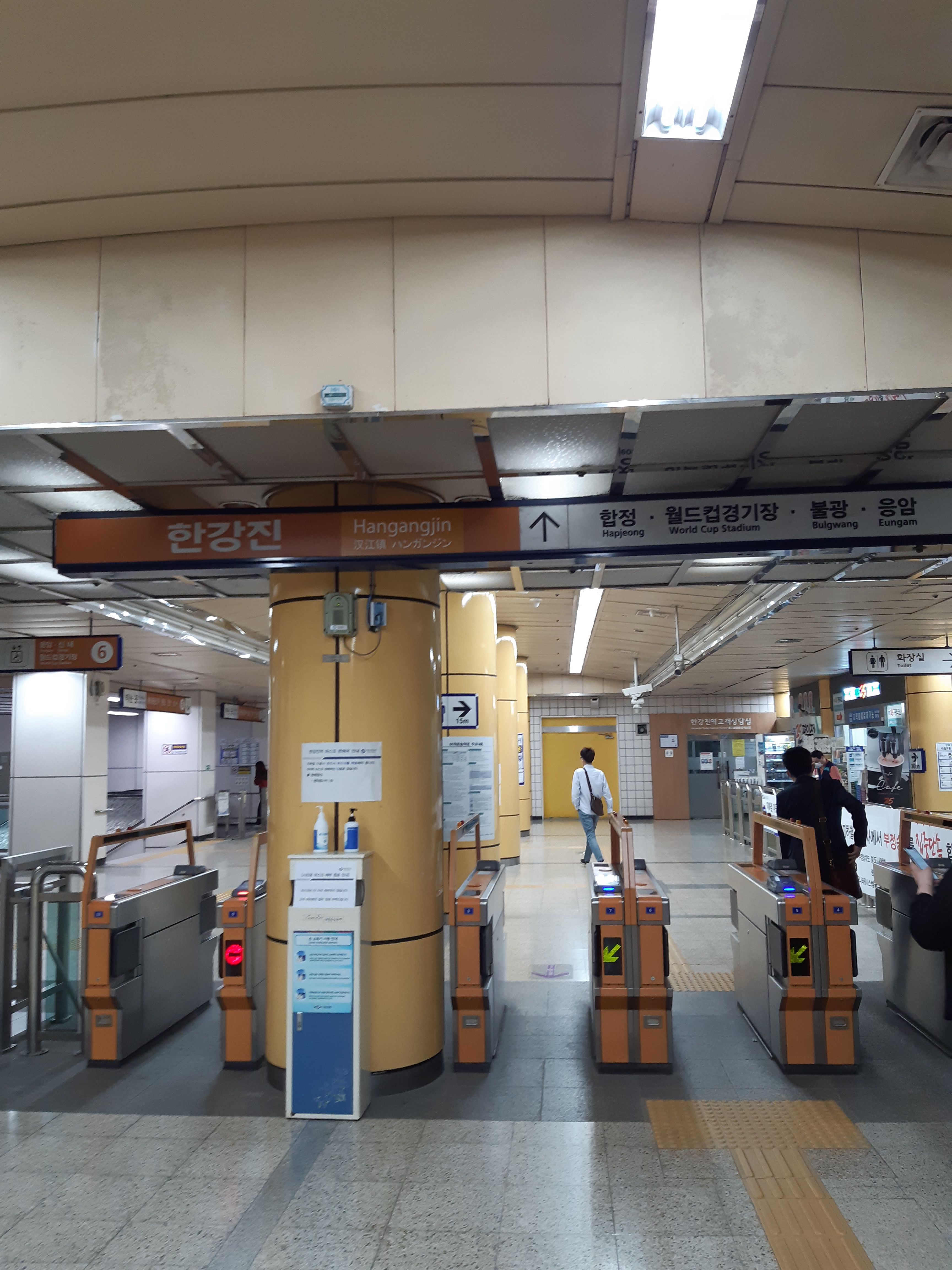
개찰구